# 蒲兰田
山缪尔·康奈尔·蒲兰田（Samuel Cornell Plant，1866年8月8日—1921年2月26日），又译为薄蓝田，在1900年驾驶一艘商用蒸汽轮船成功穿越长江三峡，到达重庆，成为驾驶轮船打通湖北宜昌到重庆的长江上游（川江）航道的第一人。他后来促使四川绅商和官府成立「川江轮船航运公司」，担任“蜀通轮”和“蜀亨轮”的船长，成为第一家在长江上游提供正常往返的商业轮船运输业务的轮船公司。蒲兰田后来担任中国海关税务司长江上游河段的首任巡江工司，主持在三峡航道上设立航标，建立信号系统，撰写船长手册，并培训了数百名中外领航员，为加强川江航运管理，改善通航条件，保证航道通畅和航行安全作出了卓越贡献。

## 早年生活
蒲兰田出生于英格兰东部萨福克郡一个叫弗雷姆灵汉姆（Framlingham）的小镇，在家里四个孩子中排行老三。他的父亲山缪尔·蒲兰田（Samuel Plant）是英国商业航运船队的一名船长，指挥铁甲帆船「瑞盖特号」来往于英国和印度之间。1881年，年仅14岁的小蒲兰田登上了「瑞盖特号」， 在父亲的手下担任学徒水手， 开始了他人生的第一次航行。这是父子俩第一次也是最后一次同船远航。在去印度的途中，老蒲兰田船长心脏病突发，从舷梯上摔下来，头部重创，不久就在船上去世了。在到达印度港口马德拉斯后，小蒲兰田埋葬了父亲，然后沿着父亲的足迹，继续他的航海生涯。他首先留在在”瑞盖特号“上两年，担任初级水手，然后加入太平洋轮船公司， 在澳大利亚航线上担任了一年的二级水手，又回到「瑞盖特号」担任三副，并于1886年获得二副的证书。

## 波斯
在19世纪80年代后期，蒲兰田转入内河航运探险。当时的波斯王允许英国在卡鲁恩河下游进行有限制的商业贸易，蒲兰田加入了林奇兄弟的「幼发拉底河/底格里斯河轮船航运公司」， 在「哈利法号」轮船上任职。当英国获得探测卡鲁恩河上游的许可时，年仅25岁的蒲兰田被任命为「苏萨号」的船长，第一次有了自己指挥的船。蒲兰田在波斯探测了三条河流的上游，建立了商业航运路线。1896年他把绘制的航道图交给英国情报部门，然后回到英国。

## 中国

### 长江上游首次商业轮船航行
在1898年阿奇博尔德·约翰·立德（Archibald John Little, 1838-1908）选中蒲兰田，让他到中国帮他开拓长江上游湖北宜昌到重庆段的轮船航运。在立德设计建造“肇通号”轮船的过程中，蒲兰田提供了许多意见，并担任“肇通号”的船长。1900年他成为在没有纤夫帮助的情况下驾驶商用轮船成功到达重庆的第一人。然而“义和团”运动的爆发终止了“肇通号”轮船的商业前途，英国海军将此船买下来改装成军舰，命名为“金沙号”。义和团运动的爆发，德国轮船“瑞生号”在1900年12月处女航时在三峡触礁沉没，以及当时热火朝天的川汉铁路计划，让在长江上游通航轮船的想法推迟了九年。

### 法国海军
当“肇通轮”成为英国军舰“金沙号”， 英国海军又拒绝了蒲兰田为他们服务的要求，法国海军趁势聘请蒲兰田为他们提供领航服务。法国海军军官埃米尔·豪斯特（Emile Auguste Leon Hourst）聘请蒲兰田到法舰“奥尔力号”（Olry），帮助他们探测重庆以上的长江上游水道， 并成功地到达宜宾。在1901年至1909年其间，蒲兰田受雇于法国海军。在枯水期，蒲兰田和他的妻子以及一组中国船工，在长江上游用一条名为“君利号”的中国木帆船经营运输业。1905年蒲兰田在重庆对岸的外国人聚居地购置了房产，和立德及其他外国商人/海关官员们为邻。

### 川江轮船公司
为了把富饶的四川和中国其他地方连接起来，在长江上游通航轮船的想法又被提上议事日程。 成都和重庆的绅商和官府合资成立川江轮船公司。 蒲兰田精通川江航运，以及轮船的性能设计，所以受到中国人的器重。蒲兰田参与设计该公司的第一艘轮船“蜀通轮”，并担任船长，驾驶 “蜀通轮”成功到达重庆，成为宜昌到重庆航线上最早实现商业运营的轮船。“蜀通轮”的商业成功促使川江轮船公司在1914年让蒲兰田协助设计建造了第二艘轮船，载重量是“蜀通轮”两倍的“蜀亨轮”。 蒲兰田又担任“蜀亨轮”的船长。

### 中国海关税务司
1915年中国海关税务司聘请蒲兰田担任长江上游的首任巡江工司，办公室设在重庆。这个职务让各国人都能得益于蒲兰田丰富的川江航运知识和经验。他培训中外领航员，颁发执照，编写船长手册，设立航运标志，检查过往船只，建立航道信号系统，以提高川江航运安全。由于他的突出贡献，中华民国两次向蒲兰田颁发嘉禾奖章，1917年授予他一枚嘉禾六级奖章， 1921年授予他一枚嘉禾五级奖章。

## 私人生活
1894年4月，蒲兰田在波斯的布歇尔港和英国女子爱丽丝·索菲亚·皮特斯结婚。爱丽丝从此成为蒲兰田形影不离的永恒伴侣，陪伴他驾驶「肇通轮」首次穿越三峡，陪伴他在法国军舰“奥尔力号”从事重庆到宜宾的探险航程。  她还和蒲兰田一起在“君利号”木帆船上经营运输业，在“蜀通轮”和“蜀亨轮”陪伴他。1919年蒲兰田夫妇卖掉他们在重庆外国人聚居社区里的房产， 搬到宜昌市秭归县的新滩居住，和当地的中国帆船主和领航员们成为邻居。蒲兰田夫妇没有亲生的子女，但他们收养了两个中国女孩，  钱淑玉和钱淑华姐妹。钱氏姐妹是曾担任北洋政府外交部四川特派交涉员的钱为善，和他在英国留学时认识的英国妻子阿黛拉·罗比娜·沃伯顿, 留下的孤儿。

## 去世

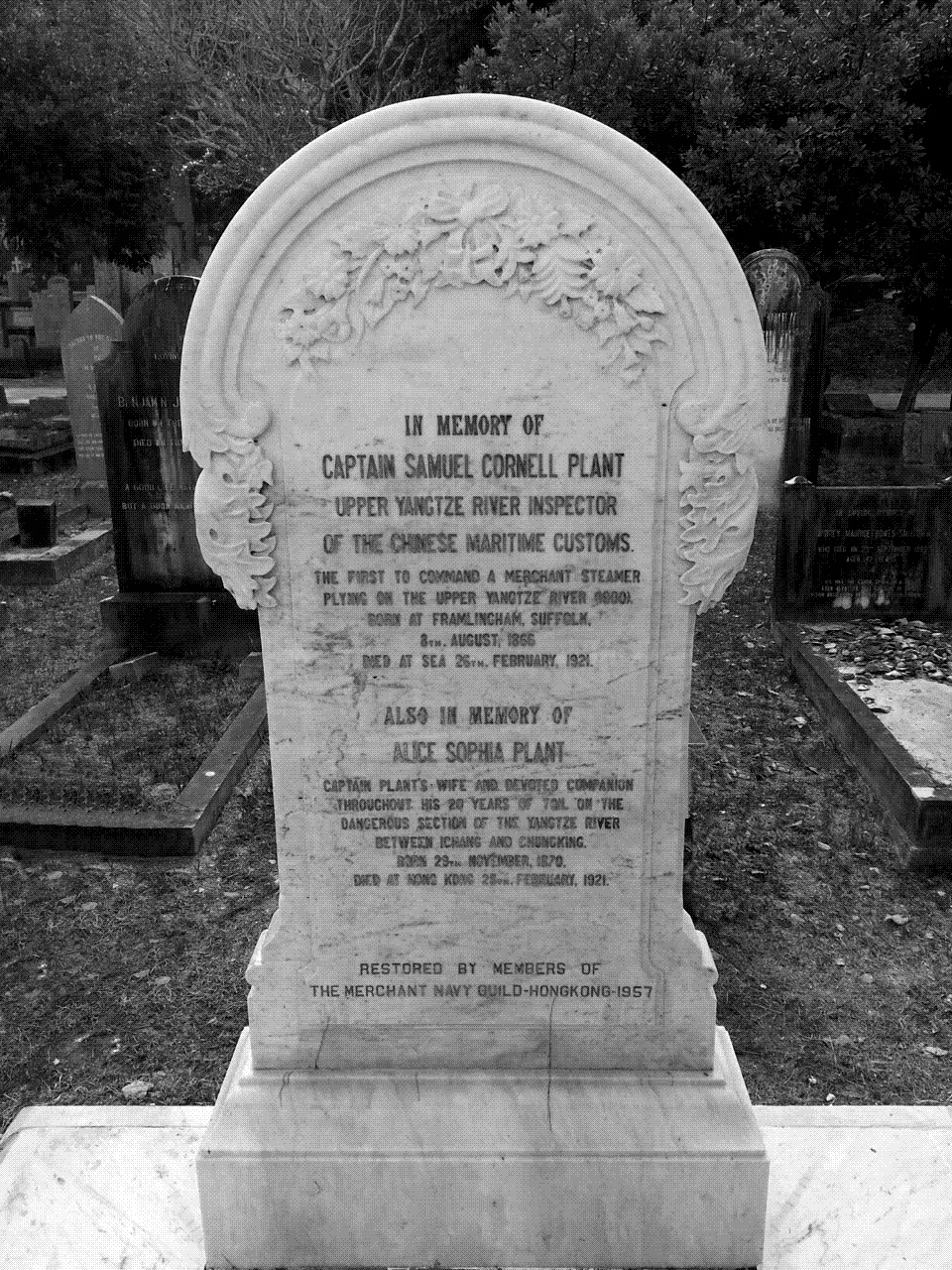
蒲蘭田之墓

1921年2月23日，蒲兰田夫妇带着他们的两个养女在上海登上「特瑞西阿斯号」远洋轮船， 经香港返回英国。当时夫妻二人身体均有不适，蒲兰田夫人有心脏病和支气管疾病，蒲兰田本人则因疟疾而发烧。在航程中蒲兰田的病情恶化，在2月26日早晨不幸去世，年方55岁。当「特瑞西阿斯号」轮船到达香港后，蒲兰田夫人被送到当地医院就治，不幸于3月1日病逝。夫妻二人合葬于香港跑马地香港墳場。 他们的两个养女由太古洋行护送回宜昌，交给苏格兰长老会在宜昌的负责人，新西兰籍的传教士玛丽·爱弥利亚·穆尔小姐（Miss Mary Emelia Moore,  中文名「穆秉谦」）抚养。

## 蒲兰田纪念碑

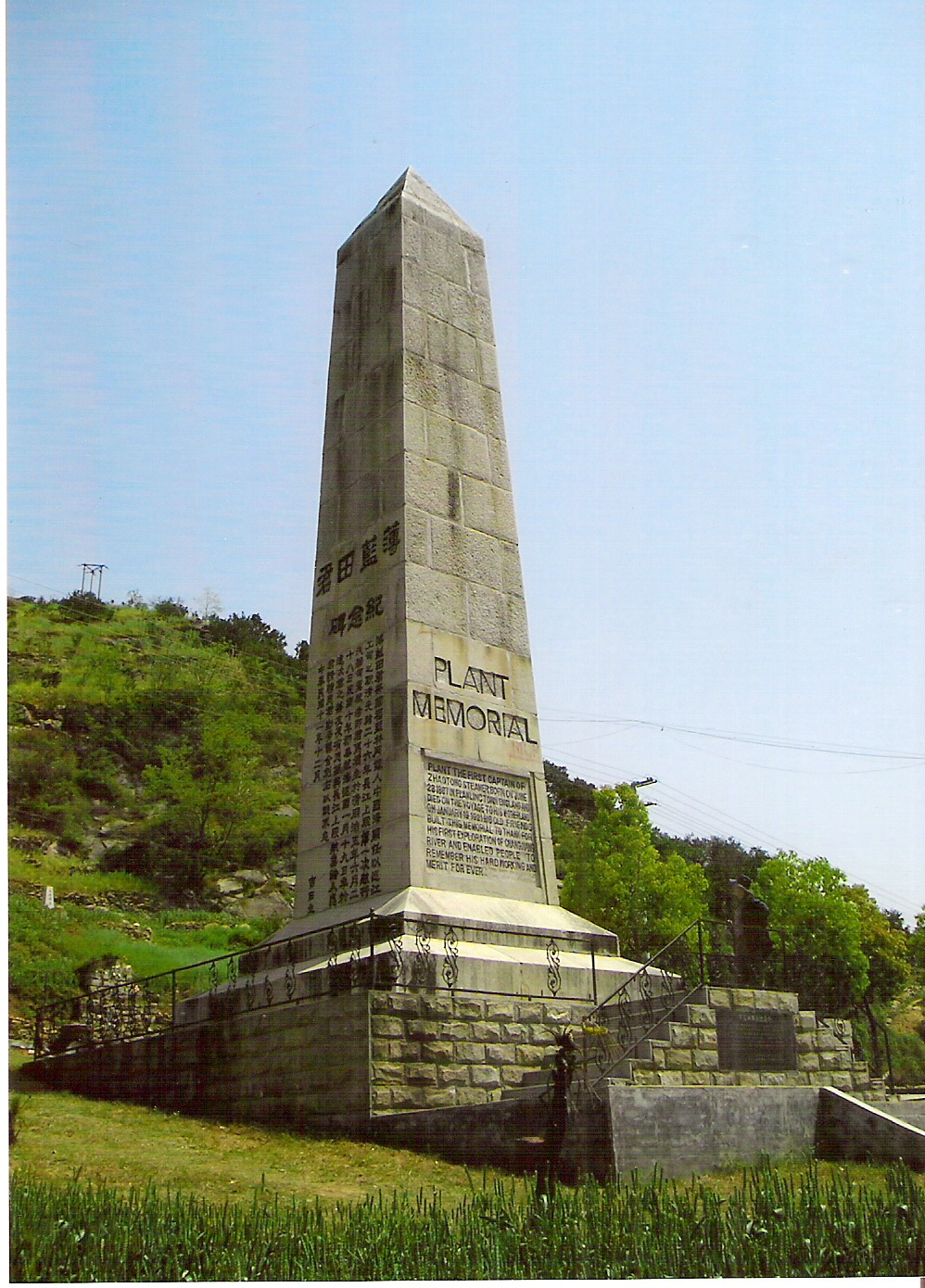
蒲兰田纪念碑

在蒲兰田去世后，他的好朋友，当时担任英国驻宜昌领事的约翰-兰福德-施密斯先生（John Langford Smith, 中文名「施弥德」）建议修建一座纪念碑。 这一建议得到热烈响应，以施密斯先生为主席的蒲兰田纪念碑筹建委员会印发了中英文的募捐宣传册来筹款， 计划修建一座50英尺高的花岗岩方尖纪念碑。蒲兰田船长的中西朋友们纷纷捐款，捐款的一部分作为他的两个养女的生活和教育基金。1924年这座纪念碑在宜昌市秭归县的新滩，蒲兰田夫妇旧居的原址建成揭幕。四方锥形纪念碑的两面成对角面向长江，朝向下游大海方向的一面刻着英文碑文，以便逆流上行的人看到，朝向上游的一面刻着中文碑文，方便从川江上游下行的人看到。 2002年为了避免该纪念碑因修建三峡大坝水位上升被淹，秭归县政府将蒲兰田纪念碑按原样搬迁复建到更高的山坡上，工程于2003年1月完成，保存至今。 

## 出版物
蒲兰特留下了两本重要的著作。一本是《扬子江宜昌至重庆航道船长手册》(Handbook for the Guidance of Shipmasters on the Ichang-Chungking Section of the Yangtze River)， 由中国海关税务司于1920年在上海出版。另外一本是1921年出版的《扬子江三峡一瞥》。